# Helmut Witte
Helmut Witte (ur. 15 lipca 1941) – niemiecki trener piłkarski.

## Kariera
Witte karierę rozpoczynał w listopadzie 1975 roku w zespole SG Wattenscheid 09, grającym w 2. Bundeslidze Nord. Prowadził go do końca sezonu 1975/1976. W kwietniu 1983 roku został trenerem pierwszoligowej Borussii Dortmund. W Bundeslidze zadebiutował 15 kwietnia 1983 roku w zremisowanym 3:3 spotkaniu z Bayerem 04 Leverkusen. W Borussii pracował do końca sezonu 1982/1983. Przez ten czas poprowadził ją w 8 meczach Bundesligi, którą Borussia ukończyła na 7. miejscu.
Pod koniec października 1983 roku Witte został tymczasowym szkoleniowcem Borussii Dortmund. Poprowadził ją jedynie w meczu Bundesligi z SV Waldhof Mannheim (1:4). Na stanowisku trenera został zastąpiony przez Hansa-Dietera Tippenhauera. Potem Witte trenował jeszcze drugoligowy MSV Duisburg (wrzesień 1985-marzec 1986).